# Krynyczne (obwód odeski)
Krynyczne (ukr. Криничне) – wieś na Ukrainie, w obwodzie odeskim, w rejonie bołgradzkim. Miejscowość etnicznie bułgarska.
W 2001 liczyła 4348 mieszkańców, spośród których 69 posługiwało się językiem ukraińskim, 143 rosyjskim, 1 krymskotatarskim, 30 mołdawskim, 1 rumuńskim, 4056 bułgarskim, 1 białoruskim, 2 ormiańskim, 13 gagauskim, 18 romskim, 2 niemieckim, a 13 innym.

## Urodzeni
- Iwan Płaczkow